# 入間川重恒
入間川 重恒（いるまがわ しげつね、元禄12年（1699年） - 享保12年（1727年））は、江戸時代中期の仙台藩の天文家。天文方渋川家の養子となり渋川 敬也（しぶかわ ひろなり）を名乗った。名は春水、通称は市十郎、号は黄白である。

## 概要
元来、仙台藩伊達吉村の家来であり、1716年（享保元年）藩命によって遠藤盛俊のもとで3年間天文学を学んだ。その頃、幕府の天文方を務めていた渋川家では、跡継ぎの問題で悩んでいた。盛俊が初代天文方・渋川春海の門人だったこともあり、渋川家の養子に入って、名を渋川敬也と改める。1726年（享保11年）天文方に就任するが、翌年急逝した。突然の死に世間では毒殺説がささやかれた。
同門の佐竹義根によると、『元資要弁』（享保4年）『日刻或問』（享保6年）『正教論』（享保5年夏以前か）『天文五行論』『大和書訓』『渋川先生実記』の著書があり、「三天秘訣」「本朝軍秘録」「神道秘説」を書いたようである。また、『理気弁』（享保5年）や小泉持春・常磐定倉『正化弁証』（享保4年）に寄せた跋文も残っている。